# Terrance Ferguson (giocatore di football americano)
Terrance Ferguson (Littleton, 7 marzo 2003) è un giocatore di football americano statunitense che milita nel ruolo di tight end per i Los Angeles Rams della National Football League (NFL).

## Carriera universitaria
Nella sua prima stagione a Oregon nel 2021, Ferguson fece registrare 17 ricezioni per 141 yard e 2 touchdown. Nel bowl del 2022 mise a segno 5 ricezioni per 84 yard nella vittoria su North Carolina. Chiuse la stagione 2022 con 32 ricezioni per 391 yard e 5 touchdown. Nel 2023 fu inserito nella formazione ideale della Pac-12 Conference e nel 2024 nella terza formazione della Big Ten Conference.

## Carriera professionistica

### Los Angeles Rams
Ferguson fu scelto nel corso del secondo giro (46º assoluto) del Draft NFL 2025 dai Los Angeles Rams.